# Nekrolog 1930
Nekrolog
◄◄
| ◄
| 1926
| 1927
| 1928
| 1929
| 1930 | 1931 | 1932 | 1933 | 1934 | ► | ►►
1. Quartal |
2. Quartal |
3. Quartal |
4. Quartal 
Weitere Ereignisse | Allgemeiner Nekrolog 1930
Die Beschreibung der verstorbenen Person sollte so kurz wie möglich gehalten sein und nur deren signifikante Tätigkeit(en) enthalten.
Neue Namen ggf. auch unter dem Geburts- und Sterbedatum, also etwa unter 1. Januar und im Geburts- und Sterbejahr (2024) eintragen (nur bei entsprechender großer Wichtigkeit). Für Beispiele siehe die schon vorhandenen Artikel.
Außerdem über die fünf zuletzt Verstorbenen, zu denen es einen ausreichend guten Artikel für eine Präsentation auf der Hauptseite gibt, nach der todesbedingten Überarbeitung der Artikel ggf. auch unter Wikipedia Diskussion:Hauptseite informieren und sie am besten auch in den anderen Wikipedia-Sprachversionen eintragen. Tipp: Regelmäßig bei news.google.de nach „ist tot“, „gestorben“ oder „verstorben“ suchen.
Wenn eine Person gestorben ist, gibt es viele Seiten zu dieser Person in der Wikipedia, die davon auch betroffen sind und entsprechend aktualisiert werden müssen. Beispiele: Namenübersichtsseite, Geburtsjahr, Geburtsort-Seiten und viele mehr.
Wie finde ich die betroffenen Seiten?
Im Suchfeld auf der linken Seite gibt man den Suchbegriff so ein: „Vorname Nachname“. Dann klickt man auf Volltext und alle Seiten mit entsprechendem Suchtext werden aufgerufen. Hier sieht man dann schnell, wo auch das Todesjahr Sinn macht oder sogar ein Teil des Artikels angepasst werden muss. Auch hilft das „Werkzeug“ auf der linken Seite sehr gut, um solche Seiten aufzufinden: „Links auf diese Seite“. Somit ist die Wikipedia wieder aktuell in allen Bereichen! Hinweis: bei Eintragung der Kategorie „Gestorben JAHR“ wird der Missbrauchsfilter 49 ausgelöst, was jedoch nicht schlimm ist. Siehe: Spezial:Missbrauchsfilter/49
Dies ist eine Liste von im Jahr 1930 verstorbenen bekannten Persönlichkeiten. Die Einträge erfolgen innerhalb der einzelnen Daten alphabetisch sortiert. Tiere sind im Nekrolog für Tiere zu finden.
Die Liste ist nach Quartalen aufgeteilt:
- Nekrolog 1. Quartal 1930: Januar, Februar und März
- Nekrolog 2. Quartal 1930: April, Mai und Juni
- Nekrolog 3. Quartal 1930: Juli, August und September
- Nekrolog 4. Quartal 1930: Oktober, November und Dezember

## Datum unbekannt
| Name                         | Beruf, bekannt als                                                                                   | Alter |
| ---------------------------- | --- | ----- |
| Juan Aubriot                 | uruguayischer Architekt                                                                              |       |
| Julie Bar                    | Schweizer Künstlerin                                                                                 |       |
| Albert Bauder                | deutscher Architekt und Zeichenlehrer                                                                |       |
| Louis Béroud                 | französischer Maler des Symbolismus                                                                  |       |
| Rudolf Bewer                 | deutscher Reichsgerichtsrat                                                                          |       |
| Marthe Brandès               | französische Schauspielerin                                                                          |       |
| Heinrich Breitenstein        | deutscher Arzt, Zoologe, Geograph und Schriftsteller                                                 |       |
| Theodor Breitwieser          | österreichischer Genremaler                                                                          |       |
| Hermann Clementz             | deutscher Genre- und Porträtmaler                                                                    |       |
| Oliver Cobb                  | US-amerikanischer Jazz-Musiker                                                                       |       |
| John Astley Cooper           | britischer Erfinder der Commonwealth Games                                                           |       |
| Adolf Dennig                 | deutscher Mediziner und Hochschullehrer                                                              |       |
| Waynman Dixon                | schottischer Eisenbahningenieur                                                                      |       |
| Ibrahima Fall                | senegalesischer Sufi                                                                                 |       |
| Frank Finkel                 | US-amerikanischer Soldat                                                                             |       |
| Manuel Zeno Gandía           | puerto-ricanischer Arzt und Schriftsteller                                                           |       |
| Josephine Gerwing            | deutsche Geigerin                                                                                    |       |
| Ricardo García Granados      | mexikanischer Ingenieur, Ökonom, Politiker, Diplomat und Historiker                                  |       |
| Hermann Goldberger           | deutsch-amerikanischer Autor und Herausgeber                                                         |       |
| William Gretz                | deutscher Brauer                                                                                     |       |
| Philipp Grimm                | deutscher Rechtsanwalt, Notar und Manager                                                            |       |
| Ferdinand Heerdegen          | deutscher Altphilologe                                                                               |       |
| Robert Hennet                | belgischer Fechter                                                                                   |       |
| Carlos Herrera y Luna        | guatemaltekischer Präsident                                                                          |       |
| Hermann Hopf                 | deutscher Violoncellist und Komponist                                                                | ≈59   |
| Billy Jagar                  | Aborigine, Stammesführer                                                                             |       |
| Emil Králíček                | tschechischer Architekt                                                                              |       |
| Hans Krüger                  | deutscher Polarforscher                                                                              |       |
| Maxime Lanusse               | französischer Romanist und Grammatiker                                                               |       |
| Edgar Larner                 | britischer Radio- und Fernsehingenieur und -pionier                                                  |       |
| Maximilian Löbbecke          | deutscher Verwaltungsbeamter und Rittergutsbesitzer                                                  |       |
| Karl Märklin                 | deutscher Unternehmer                                                                                |       |
| Nguyễn Thái Học              | vietnamesischer Revolutionär und Parteigründer                                                       |       |
| Henry Chapman Mercer         | US-amerikanischer Archäologe                                                                         |       |
| Ludwig Noll                  | Mediziner und Anthroposoph                                                                           |       |
| Kennedy Joseph Previté Orton | britischer Chemiker                                                                                  |       |
| Gustav Pflaume               | deutscher Architekt                                                                                  |       |
| Victor Rault                 | französischer Politiker, Präfekt und Präsident der Regierungskommission des Saargebietes (1920–1926) |       |
| Andrew L. Riker              | US-amerikanischer Ingenieur und Automobilpionier                                                     |       |
| Werner Rosenberg             | deutscher Reichsgerichtsrat                                                                          |       |
| Ettore Schiavoni             | italienischer Fechtmeister                                                                           |       |
| Karl Matthias Schiffer       | deutscher Politiker (Zentrum), MdR                                                                   |       |
| Heinrich Simon               | deutscher Musikwissenschaftler, Bibliothekar und Musikschriftsteller                                 |       |
| Pascual Somma                | uruguayischer Fußballspieler                                                                         |       |
| Duvimioso Terra              | uruguayischer Politiker                                                                              |       |
| Hans Ukert                   | preußischer Verwaltungsjurist, Landrat und Regierungspräsident                                       |       |
| Benno Wandolleck             | deutscher Sportschütze und Zoologe                                                                   |       |
| Sam Ku West                  | US-amerikanischer Gitarrist                                                                          |       |
| Paul Winckler                | deutscher Verwaltungsbeamter                                                                         |       |
| Joseph Wright                | britischer Dialektologe und Philologe                                                                |       |
| Gerhard Wülker               | deutscher Zoologe                                                                                    |       |
| Kote Zinzadse                | georgischer Revolutionär und Tschekist                                                               |       |